# 野田町 (福島市)
野田町（のだまち）は、福島県福島市の町名、および大字である。郵便番号は960-8055。

## 地理
市の本庁所管にあたる中央西地域とその北西側の清水地域に跨り、中心市街地の西部に位置する。北で東から南沢又、森合と、東で北から三河北町、三河南町、太田町、須川町と、南で東から八木田、仁井田と、西で南から下野寺、南中央、東中央とそれぞれ隣接する。上町に所在する福島警察署及び天神町に所在する福島消防署、及び福島消防署清水分署のそれぞれ管轄にあたる。JR奥羽本線より南東側の地域では住居表示が行われ、野田町一丁目から七丁目までが設置されている。福島駅西口から続く市街地として福島県道70号福島吾妻裏磐梯線沿いを中心に店舗が建ち並び、住宅地が広がる。奥羽本線より北側の地域は旧来の字が残されている。かつては田畑が広がっていたが、国道13号福島西道路の開通を機に開発され、住宅が建ち並び国道沿いに店舗が建ち並んでいる。域内北西端にあたる字高野、上高野、谷地、上谷地のみ清水地区に位置する。

### 字
- 相沢
- 街道北
- 加賀屋敷
- 上高野
- 上沼田
- 上谷地
- 高野
- 清水尻
- 清合内
- 清合内前
- 竹ノ内
- 田中
- 台
- 寺ノ内
- 中ノ町
- 八郎内
- 八天
- 道端
- 谷地

## 歴史
1937年（昭和12年）7月1日に信夫郡野田村から福島市へ分村編入した区域が主である。1964年に一部で住居表示が実施され、現在に至る。域内北西部では2004年10月16日に福島西地区土地区画整理事業換地処分完了による字境界、地番の変更が行われ、一部は隣接する南沢又字下琵琶渕より編入された箇所もある。

## 世帯数と人口
2022年（令和4年）1月31日現在の世帯数と人口は以下の通りである。
| 町丁   | 世帯数   | 人口   |
| ------ | -------- | ------ |
| 野田町 | 4332世帯 | 9133人 |

## 小・中学校の学区
市立小・中学校に通う場合、学区は以下の通りとなる。
| 番地               | 小学校               | 中学校             |
| ------------------ | -------------------- | ------------------ |
| 奥羽本線より南側   | 福島市立三河台小学校 | 福島市立岳陽中学校 |
| 字上高野25～39番地 | 福島市立清水小学校   | 福島市立清水中学校 |
| 上記を除く         | 福島市立森合小学校   | 福島市立清水中学校 |

## 交通

### 鉄道
- 域内をJR奥羽本線が通る。山形新幹線高架への分岐以東は福島駅の場内として扱われている。

### 道路
- 国道13号福島西道路
- 福島県道70号福島吾妻裏磐梯線
- 福島県道310号庭坂福島線
- 福島市道27号方木田茶屋下線

### バス
福島交通路線バス
- （福島駅方面） - 三河尻 - 田中前 - 野田保育所 - （庭坂方面）
  - 志田
  - 運転免許センター経由庭坂
  - 長沼経由庭坂
  - 福島駅東口・バイパス経由医大
  - 福島駅東口経由大原綜合病院
- （福島駅方面） - 西部交番前 - 野田 - （庭坂方面）
  - 上姥堂
  - 上姥堂経由高湯温泉
  - 庭坂
  - 福島市役所前
  - 福島駅西口経由大原綜合病院

## 施設
- 須川診療所
- リオンドール野田店
- 福島カトリック幼稚園
- 立正佼成会福島教会
- ヨークタウン野田
  - ヨークベニマル野田店
- 福島市三河台学習センター
- 桜の聖母学院中学校・高等学校
- 天理教福島分教会
- ふたつやま公園
- 森合運動公園（多目的広場）